# Калмицьке ханство
Калмицьке ханство (калм. Хальмг хана улус), також Торгоутське ханство — державне утворення калмиків в XVII-XVIII століттях під протекторатом Російського царства, згодом — Російської імперії.

## Пришестя калмиків до Поволжя
В середині XVII століття торгути, що втечею рятувалися від військ імперії Цін через Казахське ханство, пройшовши через серію сутичок і битв з казахами, остаточно утвердилися на землях Великих і Малих ногайців, підпорядкувавши частину собі, а іншу витіснивши в Крим і на Північний Кавказ. Кочівники торгутського хана розташовувалися від Терека на півдні до Самари на півночі і від Дону на заході до Яїка на сході. У 1750-х роках на волзькі кочовища перейшло велику кількість дербетів зі східних джунгарських улусів, яких росіяни називали «Зенгорія».
З історії Джунгарського ханства відомо, що в 1755-1759 роках, після смерті джунгарського хана Галдан-Церена, в результаті внутрішніх міжусобиць Амурсана закликав на допомогу війська маньчжурської династії Цін, що призвело до падіння Джунгарського ханства (калм. Догшін Зюнгара нутуг). Один збірний улус (близько десяти тисяч джунгар, дербет, хойт) під керівництвом нойона Шееренга (Церена) з важкими боями пробився і вийшов на Волгу в Калмицьке ханство.

## Державний устрій
Ханство складалось з улусів на чолі який стояв найон; Улуси ділилися на аймаки і хотони, де правили зайсанги.
Була добре розвинена судова система.
Основною мовою була калмицька; В стосунках з росіянами використовувався перекладач. У релігійному відношенні в державі переважав синтез шкіл гелуг і карма-каг'ю, що входять до тибетського буддизму. У 1655 році до Далай-лами V завітав тайша Шукур-Дайчіну та пропонував титул хана, від якого, у зв'язку з нестачею на той час умов, той відмовився.
Особливого розквіту ханство досягло в період правління Аюки, який в 1690 році офіційно прийняв титул хана від Далай-лами VI, що було визнано російським урядом лише в 1709 році. Калмицькі хани проводили самостійну зовнішню і внутрішню політику, були лояльні Росії, беручи участь в більшості великих війн Російської імперії, при цьому, в першу чергу, дбаючи про інтереси ханства. Калмицьке ханство зберігало велику духовну зв'язок і постійно контактувало з іншими монгольськими державами та Тибетом.

## Ліквідація
В 1771 році за ініціативи хана Убаші більша частина калмицьких племен відійшла назад до Джунгарії, де перейшли у підданство Імперії Цін. Убаші отримав титул Зорикту-хан та землі Уненсукдзуктуськуго мену. Разом з ним відійшла практично вся знать торгутів і хошоутів, представники якої теж отримали гучні титули та землі для розселення.
У підданстві Російської імперії калмиків майже не зосталось. Тому 1771 року Калмицьке ханство було ліквідоване.
Тим не менш, у 1800 році імператор Павло І дарував «Всемилостиву грамоту Калмицькому народу», у якій дебретський вождь Чучей тайші Тундутів назначався намісником калмицького народу. Він помер у 1803 році і заповів титул своєму сину. Проте інші нойони не визнавали його влади. В результаті ханська влада в Калмикії була ліквідована остаточно.

## Перелік керівників Калмицького ханства
1. Шукур-Дайчин — 1644-1664
2. Мончак — 1664-1669
3. Аюка — 1669-1724
4. Церен-Дондук — 1724-1735
5. Дондук-Омбо — 1735-1741
6. Дондук-Даши — 1741-1761
7. Убаші — 1761-1771
8. Чушен-тайші Тундутов — 1800-1803

Перші два правителі носили титул тайші.